# Notes from the Underground
Notes from the Underground (с англ. — «Записки из Подполья») — третий студийный альбом американской рэп-рок-группы Hollywood Undead, релиз которого состоялся 8 января 2013 года на лейбле A&M/Octone Records. Альбом дебютировал на 2 месте в чарте Billboard 200 с 55 000 копий, проданных в первую неделю. Сингл «We Are» вышел 29 октября 2012 года.

## Создание
В конце 2011 года, после продолжительных концертных туров в поддержку второго студийного альбома Hollywood Undead American Tragedy и сборника ремиксов American Tragedy Redux, Charlie Scene (Джордан Террелл) заявил в интервью журналу Loudwire, что группа начала работу над третьим студийным альбомом. Он отметил, что группа не собирается затягивать с выходом альбома и планирует выпустить его летом 2012 года. Также он сказал, что по звучанию новая запись будет походить скорее на дебютный альбом Swan Songs. В другом интервью журналу The Daily Blam он сообщил, что группа вновь поменяет маски перед выходом нового альбома.
В начале октября 2012 года группа дала интервью на фестивале KFMA’s Fall Ball 2012, в котором сообщила, что планирует выложить в интернет бесплатный трек, а через некоторое время после этого, 30 октября — выпустить сингл. Вскоре появилась неофициальная информация о названии треков — «Dead Bite» и «We Are» соответственно. 19 октября 2012 года состоялся релиз бесплатного трека «Dead Bite». Вместе с выходом на него официального lyric-видео был анонсирован первый сингл с альбома, выход его был назначен на 29 октября. В назначенный день «We Are» попал на радио, а 30 октября стал доступен для покупки в интернет-магазинах. Вместе с синглом была презентована промофотография группы в новых масках и озвучены название альбома и примерная дата выхода — январь 2013 года.

## Синглы и продвижение
29 октября вышел первый сингл «We Are» вместе с lyric-видео, содержащим кадры из заброшенной Припяти. 15 ноября 2012 года на своей странице в твиттере группа сообщила о том, что режиссёром видеоклипа на песню будет Шон «Clown» Крейен, перкуссионист де-мойнского ню-металл коллектива Slipknot. Клип появился на Youtube-канале Hollywood Undead 10 декабря 2012 года. «We Are» попал в чарт Billboard Rock Songs, заняв в нём 33 позицию.
11 декабря 2012, вместе с открытием предзаказа Notes from the Underground, был анонсирован первый тур «The Underground Tour» в поддержку альбома. С этого дня при оформлении предзаказа на iTunes можно было скачать трек «Up in Smoke». Чуть позже на официальном youtube-канале группы вышло lyric-видео к песне, срежиссированное Funny Man’ом (Диланом Алваресом) и Killtron’ом. 15 декабря были выпущены небольшие отрывки из будущих песен. 4 января было выложено lyric-видео к песне «Pigskin», созданное также Funny Man’ом и Killtron’ом. 5 января произошла утечка альбома в сеть.
В январе 2013 года трек «Dead Bite» попал в ротацию радиостанций, однако он не был выпущен как сингл. Песня достигла 35 позиции в чарте Billboard Rock Songs.
В июле 2013 года групп выпустила клип на песню «Dead Bite», тем самым они на некоторое время опустили съёмки клипа на песню «Another Way Out». J-Dog: «Я придумал концепт клипа в дороге. Одной из проблем являлось то, что лейбл не очень хотел снимать клип. Они постоянно меняли своё решение. Я люблю эту песню, к тому же она стала следующим синглом на радио, поэтому я очень хотел снять видео на данную песню. В процессе съёмки клипа отменяли 8 раз. Я и Кори подбирали место, составляли бюджет, потом нам звонил менеджер и говорил, что всё отменяется. И так продолжалось много раз. Но я рад, что в итоге у нас получилось снять в клипе таких звезд, как Derek, Tara Patrick, RJ Mitte из Breaking Bad, Lisa Ann и Jayden Jaymes, видео получилось отличным.»

## Приём

### Коммерческий успех
Ещё до релиза только по предзаказам Notes from the Underground поднялся на 2 строчку iTunes Rock Chart. В день издания альбом занял первую строчку общего альбомного чарта iTunes, опередив Wretched and Divine: The Story of the Wild Ones группы Black Veil Brides, изданный также 8 января 2013 года.

### Реакция критиков
| Оценки критиков    | Оценки критиков    |
| Источник           | Оценка             |
| Иноязычные издания | Иноязычные издания |
| ------------------ | ------------------ |
| Allmusic           | [ 12 ]             |
| Artist Direct      | [ 13 ]             |
| Bloody Disgusting  | [ 14 ]             |
| Loudwire           | [ 15 ]             |
| Media Mikes        | [ 16 ]             |
| Melodic            | [ 17 ]             |

2 января 2013 года вышло ревью на альбом от Media Mikes. Адам Лоутон пишет, что поначалу альбом кажется невзрачным и «неаппетитным», но «спустя некоторое время начинаешь тонуть в припевах». Он считает, что такая песня как «Lion» может добиться большой популярности на радио. В заглавном сингле «We Are» он видит отсылку к стилю дебютного альбома группы Swan Songs. Он также отмечает, что, используя несколько продюсеров, группа пошла на риск, но он вполне себя оправдал. Лоутон поставил альбому 3 балла из 5.
3 января альбом рецензировал журнал Bloody Disgusting. Ревьюер Джонатан Баркан, рассматривая первый трек «Dead Bite», называет его «песней среднего темпа с завораживающим вокалом [на припевах]». Второй трек «From the Ground» «начинается с пианино и лёгких ударных», и, по мнению Баркана, «складывается впечатление, что это будет баллада», но «через двенадцать секунд меня поражает трэш-метал напор». Он также отметил, что «Pigskin» потенциальна для радиоротации. Основной критике подверглась лирика треков Deluxe-издания. Альбом получил 4 балла из 5.
В рецензии от Рика Флорино из журнала Artist Direct, вышедшей также 3 января, альбом был оценён на высшие 5 баллов из 5. Автор статьи отмечает, что Notes from the Underground «фактически излучает опьяняющую, воодушевляющую и очень заразную энергетику». Комментируя песню «Lion», он говорит, что Hollywood Undead — первые после KoRn, кто общается с молодым поколением таким способом: через песни. Флорино считает, что «From the Ground» — «тяжелейший трек группы, раскрывающий всю мощь и потенциал J-Dog’а [Джорела Деккера] в плане метала». Она также назвал «Medicine» «ещё одним настоящим бриллиантом Hollywood Undead». В целом ревьюер описал альбом как «лучший, ярчайший и самый драгоценный пока что» в репертуаре группы и назвал его «первой классикой 2013 года».
7 января журнал Allmusic опубликовал рецензию Джейсона Лимангровера, который оценил альбом на 2 балла из 5. Автор говорит, что на Notes from the Underground «нарастает мощь рэп-метал атак, которые становятся даже утомительными», но, по сравнению с предыдущим альбомом, «группа разрывает свою привязанность к улицам Голливуда, углубляясь в клубную поп-музыку, рэп-рок и мощные баллады». Лимангровер отмечает лишь две темы, присутствующие на альбоме: вечерники и «сердечные песни об унынии».
В тот же день вышла рецензия от журнала Loudwire. Чед Чилдерс пишет, что «11-трековый альбом отображает совершенно разнообразные стили, несмотря на то, что группа уже добилась своего величайшего успеха с тяжёлыми рэп-рок композициями». Автор замечает, что на альбоме присутствует пара потенциально успешных радиосинглов с различными уклонами, называя таковыми «Dead Bite» и «Another Way Out». Чилдерс называет «From the Ground» «шизофреничной песней», в которой «вступление на пианино и мелодичный припев сменяются моментами чистейшего трэш-метала». Композиция «Lion» напомнила автору творчество Linkin Park, а «Outside» он охарактеризовал как «удивительно волнующий трек, который способен объединить различные аудитории слушателей как ни один другой трек в их карьере». Чилдерс пишет, что смелая «клубная песня „Pigskin“» и «навеянная травкой» «Up in Smoke» «отображают собственное восприятие юмора» группы. Альбом удостоился 3,5 звёзд из 5 возможных.

## Список композиций
| №                   | Название                         | Автор(ы)                                    | Продюсеры           | Длительность |
| ------------------- | -------------------------------- | ------------------------------------------- | ------------------- | ------------ |
| 1.                  | «Dead Bite» (Мертвые кусаются)   | Johnny 3 Tears, Danny, Charlie Scene, J-Dog | Griffin Boice       | 3:38         |
| 2.                  | «From the Ground» (Из-под земли) | J-Dog, Da Kurlzz, Danny                     | Griffin Boice       | 3:45         |
| 3.                  | «Another Way Out» (Другой выход) | Funny Man, Charlie Scene, Danny             | Griffin Boice       | 2:47         |
| 4.                  | «Lion» (Лев)                     | J-Dog, Danny, Charlie Scene, Johnny 3 Tears | Griffin Boice       | 3:54         |
| 5.                  | «We Are» (Мы все)                | Johnny 3 Tears, Danny, J-Dog                | Danny Lohner        | 4:34         |
| 6.                  | «Pigskin» (Седло)                | Funny Man, Da Kurlzz, Danny, Charlie Scene  | Sam Hollander       | 2:41         |
| 7.                  | «Rain» (Дождь)                   | Charlie Scene, Johnny 3 Tears, Danny        | Griffin Boice       | 3:41         |
| 8.                  | «Kill Everyone» (Убьём всех)     | Charlie Scene, Danny, Johnny 3 Tears        | Griffin Boice       | 2:52         |
| 9.                  | «Believe» (Верь)                 | J-Dog, Johnny 3 Tears, Danny                | Griffin Boice       | 4:14         |
| 10.                 | «Up in Smoke» (Укуренные)        | Danny, Charlie Scene, J-Dog, Funny Man      | Griffin Boice       | 3:38         |
| 11.                 | «Outside» (На улице)             | J-Dog, Da Kurlzz, Danny, Johnny 3 Tears     | J-Dog               | 4:43         |
| Общая длительность: | Общая длительность:              | Общая длительность:                         | Общая длительность: | 40:27        |

| №                   | Название                             | Автор(ы)                                               | Продюсеры           | Длительность |
| ------------------- | ------------------------------------ | ------------------------------------------------------ | ------------------- | ------------ |
| 12.                 | «Medicine» (Лекарство)               | J-Dog, Danny, Johnny 3 Tears, Charlie Scene, Funny Man | Griffin Boice       | 3:26         |
| 13.                 | «One More Bottle» (Ещё одна бутылка) | Danny, Funny Man, Johnny 3 Tears                       | Griffin Boice       | 3:40         |
| 14.                 | «Delish» (Вкус)                      | J-Dog, Danny, Funny Man, Da Kurlzz                     | J-Dog               | 3:07         |
| Общая длительность: | Общая длительность:                  | Общая длительность:                                    | Общая длительность: | 50:39        |

| №                   | Название            | Длительность |
| ------------------- | ------------------- | ------------ |
| 15.                 | «I Am» (Я)          | 3:23         |
| Общая длительность: | Общая длительность: | 54:02        |

| №                   | Название                                | Длительность |
| ------------------- | --------------------------------------- | ------------ |
| 15.                 | «New Day» (Новый день)                  | 3:50         |
| 16.                 | «We Are» (J-Dog and Kiltron remix)      | 4:36         |
| 17.                 | «Another Way Out» (Griffin Boice remix) | 3:07         |
| Общая длительность: | Общая длительность:                     | 1:02:15      |

| № | Название | Длительность |
| - | -------- | ------------ |

## Участники записи

### Музыкант
Hollywood Undead
- J-Dog (Джорел Деккер) — вокал (MC), скриминг, синтезатор, клавишные, ритм-гитара
- Charlie Scene (Джордан Террелл) — вокал (MC), соло-гитара
- Danny (Даниэль Мурильо) — чистый вокал, бас-гитара, клавишные
- Da Kurlzz (Мэттью Сент Клер) — ударные, перкуссия, скриминг, вокал, бэк-вокал
- Johnny 3 Tears (Джордж Рейган) — вокал (MC), бас-гитара
- Funny Man (Дилан Альварес) — вокал (MC), бэк-вокал

Приглашённые музыканты
- Дарен Пфайфер — ударные
- John 5 — гитара

### Звукозаписывающая команда
- Гриффин Бойс — продюсирование, сведение, звукозапись, программирование, гитара, бас-гитара, клавишные, бэк-вокал (The Beat Suite, Голливуд)
- Дэнни Лонер — продюсирование, звукозапись (Castle Renholdёr, Лорел-Каньон)
- S*A*M & Sluggo — продюсирование
- Стив Шебби — продюсирование, гитара, бас-гитара
- Хови Вайндберг — мастеринг (Howie Weinberg Mastering Studio, Лос-Анджелес)
- Джеймс Динер — A&R (A&M/Octone Records)
- Адам Фридман — A&R
- Рон Лаффит и Крис Нари — менеджмент (Laffitte Management Group)
- Джеффри Лайт — звукозапись (Myman, Greenspan, Fineman, Fox & Light LLP, Лос-Анджелес)
- Рой Хернандес — креативный директор
- Тим Кадинт — фотограф
- Майкл Арфин — международный агент (Artist Group International, Нью-Йорк)
- Майкл Оппенхайм — бизнес-менеджмент (The GSO Group, Лос-Анджелес)
- Шон Гулд и Брайан Фридрик — сведение (Universal Exports, Голливуд)
- Кен Дадли и Марко Руиз — звукозапись (NRG Studios, Северный Голливуд)
- Крис Лорд-Элдж, Кейт Армстронг, Ник Карпен, Брэд Таунсенд и Эндрю Шуберт — сведение (Mix LA, Лос-Анджелес)
- Дэвид Бейкер — звукозапись (Killingsworth Recording, Лос-Анджелес)
- Джорел Деккер (J-Dog) — продюсирование, звукозапись (Apt 20 Studios, Северный Голливуд)
- Джордан Террелл (Charlie Scene) — программирование

## Хронология выхода
| История релиза    | История релиза | История релиза          | История релиза      |
| Регион            | Дата           | Лейбл                   | Форматы             |
| ----------------- | -------------- | ----------------------- | ------------------- |
| Канада            | 8 января 2013  | A&M/Octone Records      | CD, цифровой выпуск |
| Мексика           | 8 января 2013  | A&M/Octone Records      | цифровой            |
| США               | 8 января 2013  | A&M/Octone Records      | CD, цифровой        |
| Австралия         | 11 января 2013 | A&M/Octone Records      | цифровой            |
| Австрия           | 11 января 2013 | A&M/Octone Records      | цифровой            |
| Аргентина         | 11 января 2013 | A&M/Octone Records      | цифровой            |
| Багамские острова | 11 января 2013 | A&M/Octone Records      | цифровой            |
| Бельгия           | 11 января 2013 | A&M/Octone Records      | цифровой            |
| Болгария          | 11 января 2013 | A&M/Octone Records      | цифровой            |
| Боливия           | 11 января 2013 | A&M/Octone Records      | цифровой            |
| Бразилия          | 11 января 2013 | A&M/Octone Records      | цифровой            |
| Великобритания    | 11 января 2013 | Polydor Records UK      | CD, цифровой        |
| Гондурас          | 11 января 2013 | A&M/Octone Records      | цифровой            |
| Гонконг           | 11 января 2013 | A&M/Octone Records      | цифровой            |
| Греция            | 11 января 2013 | A&M/Octone Records      | цифровой            |
| Дания             | 11 января 2013 | A&M/Octone Records      | цифровой            |
| Израиль           | 11 января 2013 | A&M/Octone Records      | цифровой            |
| Индия             | 11 января 2013 | A&M/Octone Records      | цифровой            |
| Ирландия          | 11 января 2013 | A&M/Octone Records      | цифровой            |
| Испания           | 11 января 2013 | A&M/Octone Records      | цифровой            |
| Италия            | 11 января 2013 | A&M/Octone Records      | цифровой            |
| Латвия            | 11 января 2013 | A&M/Octone Records      | цифровой            |
| Литва             | 11 января 2013 | A&M/Octone Records      | цифровой            |
| Малайзия          | 11 января 2013 | A&M/Octone Records      | цифровой            |
| Нидерланды        | 11 января 2013 | A&M/Octone Records      | цифровой            |
| Новая Зеландия    | 11 января 2013 | A&M/Octone Records      | цифровой            |
| Норвегия          | 11 января 2013 | A&M/Octone Records      | цифровой            |
| Польша            | 11 января 2013 | A&M/Octone Records      | цифровой            |
| Португалия        | 11 января 2013 | A&M/Octone Records      | цифровой            |
| Россия            | 11 января 2013 | A&M/Octone Records      | цифровой            |
| Сингапур          | 11 января 2013 | A&M/Octone Records      | цифровой            |
| Словакия          | 11 января 2013 | A&M/Octone Records      | цифровой            |
| Турция            | 11 января 2013 | A&M/Octone Records      | цифровой            |
| Финляндия         | 11 января 2013 | A&M/Octone Records      | цифровой            |
| Франция           | 11 января 2013 | A&M/Octone Records      | цифровой            |
| Швеция            | 11 января 2013 | A&M/Octone Records      | цифровой            |
| Швейцария         | 11 января 2013 | A&M/Octone Records      | цифровой            |
| Япония            | 30 января 2013 | Universal International | CD                  |

## Позиции в чартах
| Чарт (2013)           | Высшая позиция |
| --------------------- | -------------- |
| Canadian Albums Chart | 1              |
| UK Albums Chart       | 99             |
| Billboard 200         | 2              |
| Rock Albums           | 1              |
| Alternative Albums    | 1              |
| Hard Rock Albums      | 1              |
| Digital Albums        | 2              |
| Tastemaker Albums     | 1              |